# Републикански път III-808
Републикански път IIІ-808 е третокласен път, част от Републиканската пътна мрежа на България, преминаващ изцяло по територията на Хасковска област. Дължината му е 44,3 km.
Пътят се отклонява надясно при 332,3 km на Републикански път I-8 в северната част на град Харманли, преминава през западната част на града и се насочва на юг. Преодолява източната част на нископланинския рид Хухла и при село Иваново слиза в долината на Бисерска река (десен приток на Марица). След разклона за село Върбово с множество завои и големи наклони преодолява планинския рид Гората (част от Източните Родопи) и слиза от него при село Долни Главанак. Там пътят завива на запад и следва южното подножие на рида, като минава последователно през селата Тополово и Ръженово и в село Силен се съединява с Републикански път III-593 при неговия 27,8 km.
При 34,2 km, северно от село Долни Главанак наляво се отделя Републикански път III-8081 (23,4 km) пре селата Долни Главанак, Горни Главанак, Бориславци и Малки Воден до 34 km на Републикански път III-597.
| Пътища, отклоняващи се надясно (населено място, № на пътя, посока на пътя) | km   | Пътища, отклоняващи се наляво (посока на пътя, № на пътя, населено място)                                         |
| -------------------------------------------------------------------------- | ---- | --- |
| Община Харманли, I-8, 332,3 km, гр. Харманли →                             | 0,0  | → гр. Харманли, 332,3 km, I-8, Община Харманли                                                                    |
|                                                                            | 3,2  | → общински път (за с. Надежден)                                                                                   |
| (за с. Остър камък) общински път ←                                         | 5,4  | |
| с. Иваново                                                                 | 10,2 | → с. Иваново, общински път (за с. Лешниково)                                                                      |
| (за с. Славяново) общински път ←                                           | 13,3 | |
|                                                                            | 15   | → общински път (за с. Смирненци)                                                                                  |
|                                                                            | 20,2 | → общински път (за с. Върбово)                                                                                    |
|                                                                            | 21,7 | → 37,7 km, IIІ-505 (до 363,4 km на I-8)                                                                           |
| (от 301,3 km на I-5) IIІ-505, 36,7 km →                                    | 22,7 | |
| Община Маджарово                                                           | 26,5 | Община Маджарово                                                                                                  |
|                                                                            | 30,2 | → общински път (за с. Селска поляна)                                                                              |
| с. Долни Главанак с. Долни Главанак                                        | 34,2 | → с. Долни Главанак, 0 km, IIІ-8081 (до 34 km на IIІ-597) → с. Долни Главанак, общински път (за с. Голяма долина) |
| (за с. Златоустово) общински път ←                                         | 34,9 | |
|                                                                            | 37,8 | → общински път (за с. Румелия)                                                                                    |
| с. Тополово                                                                | 38,7 | с. Тополово |
| с. Ръженово                                                                | 40   | с. Ръженово |
| Община Стамболово                                                          | 41,7 | Община Стамболово                                                                                                 |
| (до с. Голям извор) IIІ-593, 27,8 km, с. Силен ←                           | 44,3 | ← с. Силен, 27,8 km, IIІ-593 (от 49 km на II-59)                                                                  |

Забележка
1. ↑  На протежение от 1 km (от km 21,7 до km 22,7) Републикански път ІII-808 се дублира с Републикански път ІII-505 (от km 37,7 до km 36,7)